# Má vlast

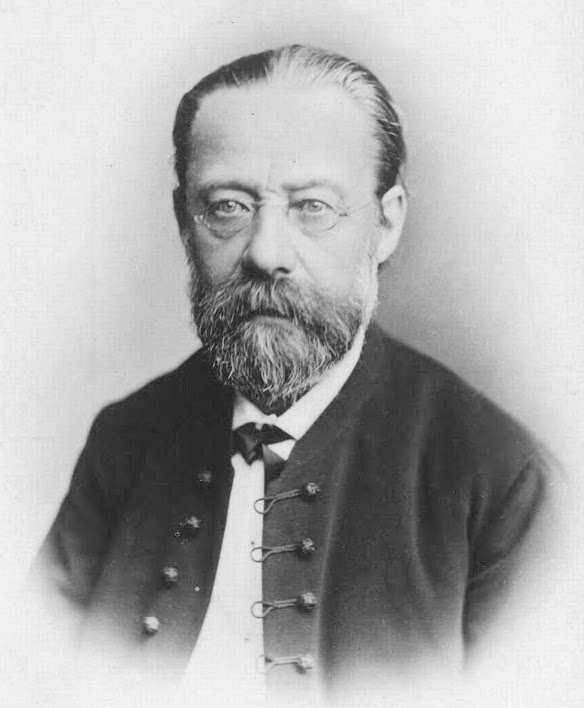
Bedřich Smetana, autor symfonické sbírky Má vlast, v roce 1878

Má vlast je cyklus šesti symfonických básní s mimohudební tematikou českého skladatele Bedřicha Smetany, inspirovaný českou historií, legendami a krajinou. Jednotlivé části Mé vlasti jsou Vyšehrad, Vltava, Šárka, Z českých luhů a hájů, Tábor a Blaník. Jedná se o Smetanovo vrcholné dílo, které vzniklo v letech 1874 až 1879, kdy byl již zcela hluchý.
Smetana začal komponovat první skladbu cyklu – Vyšehrad – koncem září 1874, kdy ještě nebyl zbaven sluchu úplně, avšak během října ztratil i jeho poslední zbytky. Skladbu dokončil 1. listopadu již jako úplně neslyšící, aniž by se ztráta sluchu, pro Smetanu skličující událost, nějak podepsala na jeho práci. Do konce roku 1874 ještě zkomponoval Vltavu, další dvě básně napsal následující rok. Zaměstnán prací na jiných dílech Smetana na několik let od tvorby symfonických básní s českou národnostní tematikou upustil a vrátil se k ní až v letech 1878/79, kdy vznikly poslední dvě skladby Tábor a Blaník, které na sebe úzce navazují. V době vzniku prvních děl přitom Smetana ještě neměl jasnou představu o tom, jakou bude mít cyklus konečnou formu; tu dostal až se vznikem posledních kompozic. První souborné provedení celého cyklu se konalo 5. listopadu 1882 v Praze na Žofíně, jednotlivé symfonické básně však byly nacvičeny a hrány i dříve.
Dílo vzniklo v době dozvuků českého národního obrození, a i když jej zpočátku část české veřejnosti nepřijala zcela za své, postupně se z něj stalo jedno z vrcholných děl české klasické hudby. Má vlast byla vůbec první nahrávka, kterou zaznamenala Česká filharmonie na gramofonovou desku. Každoročně se hraje 12. května, v den výročí Smetanova úmrtí, jako první zahajovací dílo na festivalu klasické hudby Pražské jaro.

## Dobové pozadí

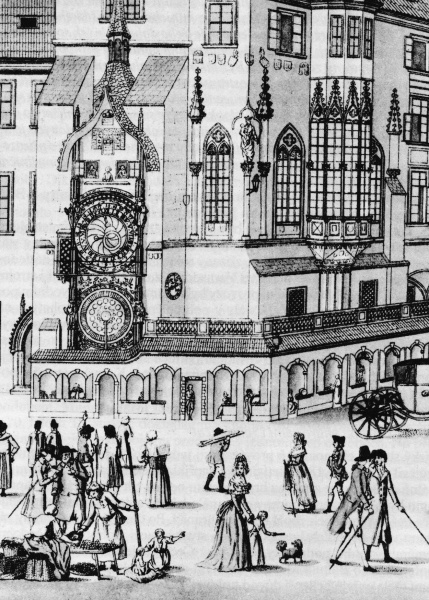
Život v Praze koncem 18. století

První polovina 19. století se v českých zemích nesla ve znamení národního obrození, jehož hlavní představitelé jako Josef Dobrovský či Josef Jungmann si kladli za cíl mimo oživení českého jazyka také zvýšení míry národnostního uvědomění českého národa. Hlavní fáze českého obrození sice probíhaly zejména v desetiletích kolem přelomu 18. a 19. století, otázky ohledně národnostního sebeurčení českého národa se však objevovaly po celé století devatenácté. Mimo jiné i na české hudební scéně se řešilo, jakým způsobem hudebně vyjádřit stále sílící národnostní uvědomění Čechů; většinou se uvažovalo o tom, že toho lze nejlépe dosáhnout pomocí tvorby hudebních děl na lidové motivy a písně. S představiteli tohoto názoru se později ztotožnil i Smetana.
Přirozeným hudebním centrem české hudby byla tehdy Praha. Tam byla roku 1863 založena Umělecká beseda, jejíž členové, dnes klasičtí umělci jako Vítězslav Hálek, Josef Mánes, Jan Evangelista Purkyně nebo Bedřich Smetana, zásadním způsobem přispěli k utváření identity českého národního umění. V této době existovalo kolem dvou set pěveckých spolků, které roku 1862 uspořádaly v Praze pěvecký festival s ryze českou hudbou.
V atmosféře opětovného nabývání národnostního uvědomění vznikla i myšlenka na stavbu národního divadla pro potřeby českého obyvatelstva. Za tímto účelem vznikl Sbor pro zbudování Národního divadla, který začal shromažďovat potřebné finanční prostředky na tak rozsáhlou stavbu. Naléhavá potřeba zbudovat hlavní české divadlo si však vyžádala postavení Prozatímního divadla, které se dočkalo otevření v roce 1862. Díky orchestru, který vznikl při operní scéně Prozatímního divadla, bylo možno provádět operní či další velká orchestrální představení, kterých pěvecké spolky nebyly schopny. V roce 1866, čtyři roky po otevření Prozatímního divadla, se stal ředitelem opery Bedřich Smetana, který dnes patří k vrcholným představitelům české klasické hudby a zakladatelům české hudby národní.

## Vznik
Cyklus šesti symfonických básní, který nakonec Smetana pojmenoval Má vlast, vznikal mezi lety 1874–1879. Smetana jej tvořil postupně a z počátku neměl přesný plán toho, jakou bude mít konečnou formu či kolik bude mít částí. První čtyři symfonické skladby přitom vznikaly nezávisle na sobě a až poslední dvě skladby byly psány cíleně za účelem dotvoření cyklu o šesti symfonických básních.

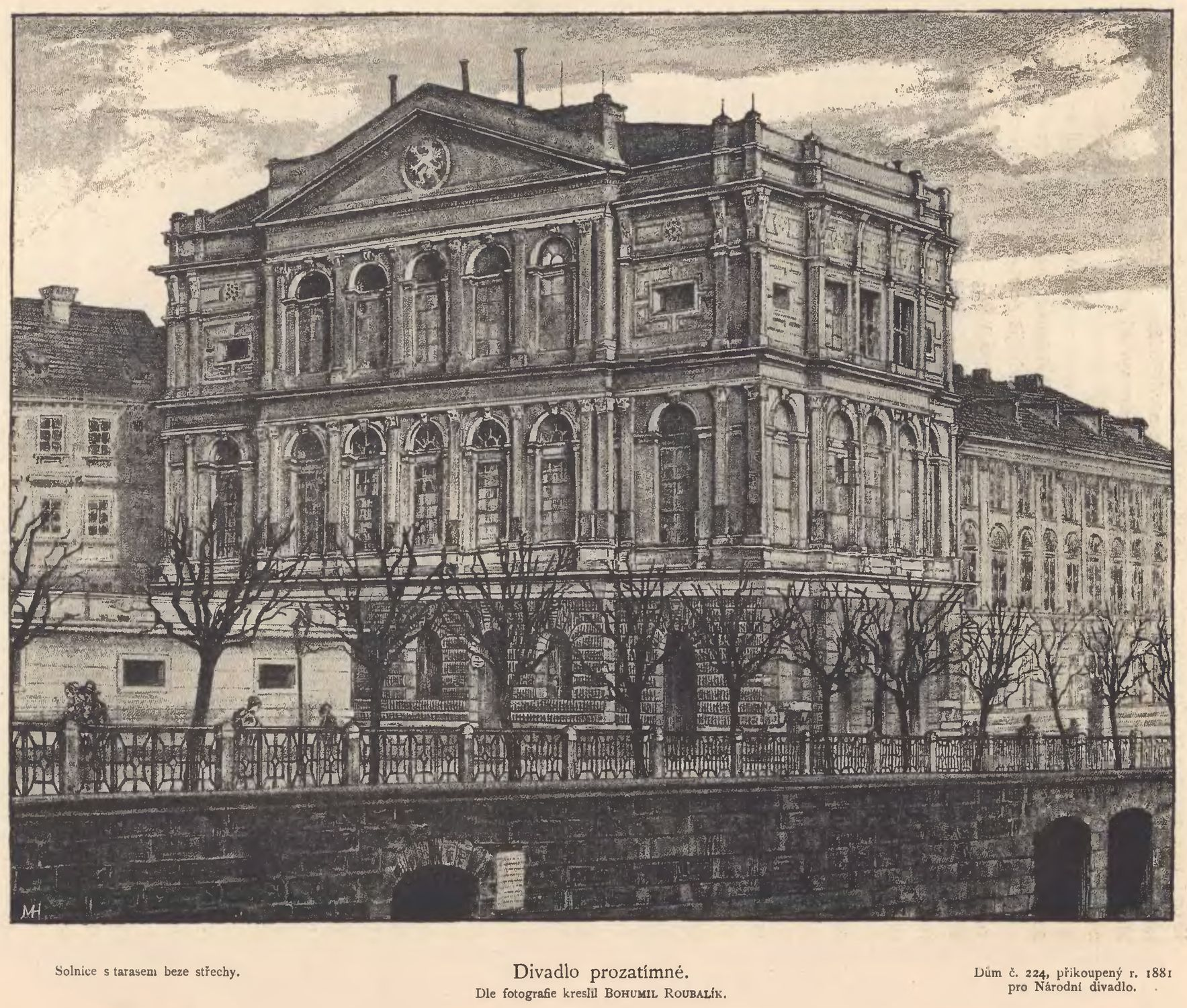
Prozatímní divadlo na dobové kresbě Bohumíra Roubalíka

První symfonická báseň z roku 1874 zvaná Vyšehrad vznikala v době, kdy si Smetana procházel těžkým obdobím. Již od roku 1866 působil jako vůdčí osobnost opery Prozatímního divadla. Smetana zamýšlel z této operní scény udělat operu světového významu, proto postupně do operního repertoáru začleňoval nejvýznamnější díla operní literatury jako byla díla Carla Marii Webera, Wolfganga Amadea Mozarta, Ludwiga van Beethovena, Gioacchina Rossiniho nebo Daniela Aubera. V atmosféře dozvuků českého národního obrození však začalo být Smetanovi postupně vyčítáno, že se příliš zaměřuje na světové opery a měl by se raději snažit začlenit do repertoáru operní scény Prozatímního díla národnostního charakteru. Do čela Smetanových odpůrců se postavil František Pivoda, jeden z předních českých hudebních kritiků tehdejší doby, který Smetanovi vyčítal mimo nedostatku národnostního uvědomění i jeho příklon k mladočechům, údajnou Smetanovu žárlivost na jiné skladatele či samotné Smetanovy skladby, které podle Pivody často nebyly valné kvality a až na Prodanou nevěstu postrádaly národnostní náboj.
Na nátlak kritiků se proto Smetana v roce 1872 vzdal funkce ředitele opery. Vyjádření nesouhlasu s tímto krokem z řad předních českých umělců však způsobila, že již počátkem následujícího roku byl Smetana opět dosazen na místo vedoucího operní scény. Jeho nová komická opera Dvě vdovy však kromě nadšených ohlasů vyvolala i další vlnu kritiky, která se často přesouvala až do osobní roviny výpadů proti Smetanovi. Po skončení náročné sezony v roce 1873/1874 byl Smetana i následkem vln osobních útoků značně vyčerpán. Brzy jej však zasáhla další rána v podobě relativně náhlé ztráty sluchu. Toho léta si Smetana všiml, že každé ucho vnímá jednotlivé tóny jinak; později mu začalo pískat v levém uchu a sluch se mu neustále zhoršoval, až přes noc z 19. na 20. října 1874 ohluchl úplně, přitom ještě 19. října večer navštívil operu a byl schopen ji slyšet.

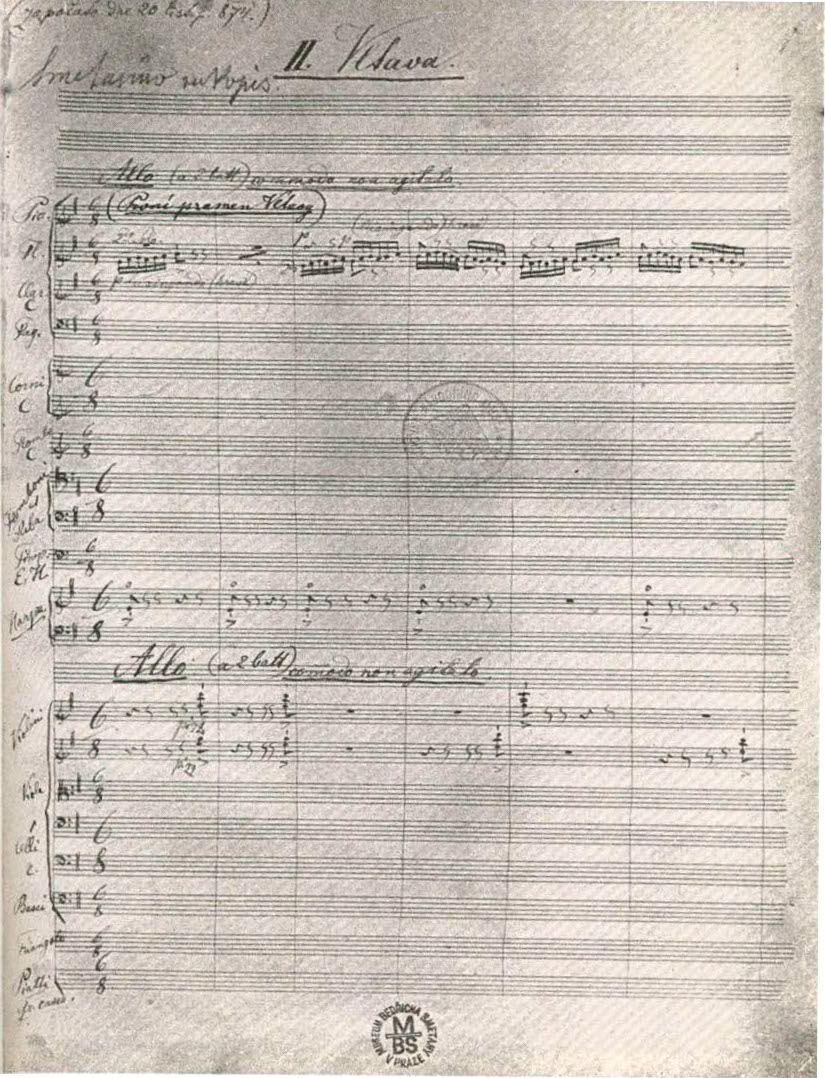
Smetanova partitura k Vltavě

Smetana se poté vzdal svých funkcí v divadle a již 1. listopadu obsadil místo ředitele opery jeden z jeho hlavních odpůrců, staročech Jan Nepomuk Maýr. Smetana, prožívaje těžké životní období, tak paradoxně získal více času na skladatelskou činnost a nebyl tolik rozptylován veřejným děním a činnostmi souvisejícími s vedoucím postavením pražské opery. Ponořil se proto do tvoření partitury symfonické básně Vyšehrad a již 18. listopadu oznámil, že je se svým dílem hotov. Na Vyšehradu přitom začal pracovat koncem září 1874. Premiéru měla tato symfonická báseň 14. března 1875. Tvůrčí rozmach Bedřicha Smetany, byť již úplně hluchého, dále pokračoval. Již dva dny po dokončení Vyšehradu začal pracovat na nové symfonické básni, kterou nazval Vltava. V této básni se Smetana snaží hudbou vykreslit podobu největší české řeky. S touto symfonickou básní byl hotov již 8. dne následujícího měsíce. Premiéru měla Vltava 4. dubna 1875.
Byť Smetana zkomponoval první dvě básně z cyklu Má vlast ve druhé polovině roku 1874, náměty na jejich vytvoření nosil v hlavě už nejméně od roku 1872, jak to dokládá zmínka v Hudebních listech. Podle Otakara Šourka však lze „hudební zárodek“ cyklu najít už v roce 1870, protože motiv sestupně a vzestupně rozloženého sextakordu, který se objevuje ve Vyšehradě, se objevil už i v druhém dějství Libuše.
Třetí symfonická báseň s názvem Šárka byla dokončena 20. února 1875 a je pojmenovaná po bojovnici Šárce z české pověsti Dívčí válka. První tři symfonické básně Smetana skládal v Praze, čtvrtou symfonickou báseň Z českých luhů a hájů, která byla dokončena 18. října, Smetana komponoval v myslivně v Jabkenicích. Po dokončení čtvrté symfonické básně Smetana spojil svorkou partitury všech čtyř básní a nadepsal je titulem „Na Vlasť – tvoří celek“.

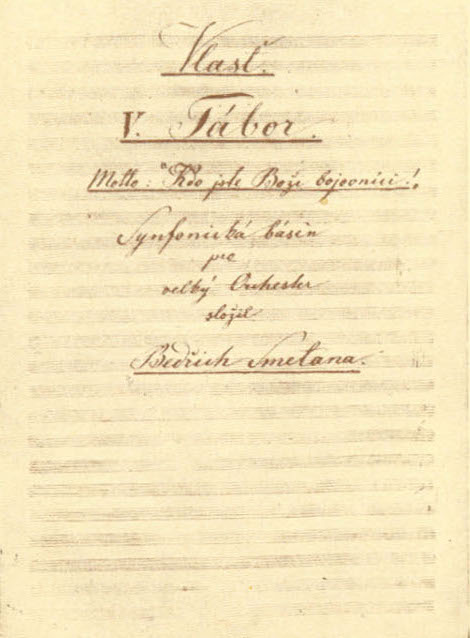
Titulní stránka k partituře Táboru

Během jednoho roku tak Smetana vyplodil čtyři symfonické básně. Dobový tisk o Smetanových čtyřech básních psal jako o tetralogii, avšak sám Smetana zamýšlel v budoucnu ještě celek nějakým způsobem uzavřít a dodat mu myšlenkové vyvrcholení. V nastávajícím čase však byl Smetana zaměstnán prací na jiných projektech jako byly např. opery Hubička a Tajemství či smyčcový kvartet Z mého života. K sepsání těchto děl ho hnaly do jisté míry finanční důvody, jelikož po odchodu z divadla Smetana neměl stálé zaměstnání a cestovní výlohy spolu s výdaji za léčebné pobyty a návštěvy doktorů byly značně vysoké. K tematice symfonických básní na národnostní téma se proto vrátil až po dokončení několika jiných prací, a to v roce 1878.
V pořadí pátá symfonická báseň Tábor byla dokončena 13. prosince 1878, premiéru měla 4. ledna 1880. Je pojmenovaná po jihočeském městě Tábor, které v roce 1420 založili husité, jimž během husitských válek sloužilo jako hlavní centrum. Smetanu při sepsání táto básně inspirovaly právě husitské války, o čemž svědčí i přítomný nápěv husitského chorálu Ktož jsú boží bojovníci, který v celé básni dominuje. Tato část symfonického cyklu je mohutnou fantazií na bitevní zpěv husitů, k níž se bezprostředně pojí následující, šestá a poslední symfonická báseň s názvem Blaník. Byla dokončena 9. března 1879 a premiéru měla 4. ledna 1880. Je pojmenovaná po středočeském vrchu Blaník, v němž podle staročeské pověsti spí vojsko v čele se svatým Václavem a čeká, až bude českému národu nejhůře. Po dokončení Blaníku Smetana připojil posledně dvě komponovaná díla – Tábor a Blaník – k předcházejícím čtyřem symfonickým básním a celek pojmenoval Vlast, čímž byl celý soubor uzavřen. První zmínku o tom, že cyklu se nakonec dostalo pojmenování Má vlast s největší pravděpodobností přinesl časopis Dalibor 20. října 1879, který rovněž zmiňoval, že Smetana celý cyklus věnoval Praze.
| „                                                                 | Skladby tyto věnovati chci slavnému městu Praze..., poněvadž zde nabyl jsem hudebního vzdělání, zde dlouhá léta jsem veřejně účinkoval a zde stihla mne i nemoc pro hudebníka nejstrašnější. | “ |
| — Bedřich Smetana, z dopisu Radě královského hlavního města Prahy | |   |

Poté, co Smetana celý cyklus zakončil, zkomponoval ještě verzi pro čtyřruční klavír. Při komponování této verze Mé vlasti byl Smetana do jisté míry omezen technickou povahou díla (technické možnosti čtyřručních klavírních skladeb jsou přirozeně menší než u skladeb komponovaných pro klavíry dva) i tím, že některé pasáže cyklu jsou vyloženě orchestrálního charakteru, a nebylo proto možné je převést do verze čtyřručního klavíru. V situacích, kdy ve skladbě v orchestrální verzi nastávají části s několikanásobnými hudebními linkami, byl Smetana nucen vybrat jen některou či některé z nich. Podle Lukáše Matouška může skutečnost být klíčem pro určení původně zamýšlené Smetanovy interpretace díla.

## Ohlasy

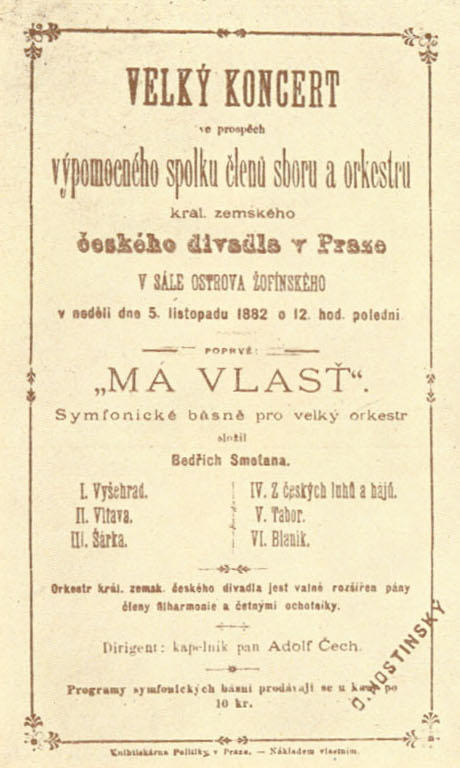
Plakát k prvnímu provedení Mé vlasti

Jak celý cyklus Má vlast postupně vznikal, byly jednotlivé symfonické básně zkoušeny i hrány různými orchestry, avšak většinou pouze jednotlivě. První uvedení Mé vlasti jakožto šestidílného cyklu nastalo 5. listopadu 1882; premiéra se odehrála v sále na Žofíně, cyklus byl nazkoušen Výpomocným spolkem členů sboru a orchestru královského zemského českého divadla pod vedením dirigenta Adolfa Čecha. Představení navštívil i sám Bedřich Smetana, avšak bylo to první a zároveň poslední souborné uvedení celého cyklu, kterého se dožil (zemřel o 2 roky později).
Další zkoušení a provádění Mé vlasti se dělo jen velmi sporadicky. Bylo to mimo jiné způsobeno vysokými požadavky na technické a umělecké dovednosti orchestru. Druhé souborné provedení Mé vlasti nastalo 12. května 1887 k příležitosti třetího výročí Smetanovy smrti. K častějšímu provedení cyklu v českých zemích výrazně přispěl vznik České filharmonie, která byla schopna tak náročné dílo nastudovat. Díky České filharmonii se rovněž začaly pořádat koncerty v Národním divadle mnohem častěji než dříve, takže i Má vlast se dočkala stále častějších provedení. Má vlast se poměrně brzy hrála i v zahraničí (zejména Německo a Velká Británie) a stejně jako v českých zemích, i tam byly nejdříve uvedeny jednotlivé básně.
V roce 1929 byla Má vlast zaznamenána na gramofonovou desku. Nahrávka byla pořízena Českou filharmonií pod vedením Václava Talicha pro společnost His Master's Voice; jednalo se vůbec první zaznamenanou nahrávku České filharmonie. V následujících letech Česká filharmonie Mou vlast propagovala na domácích i zahraničních koncertech a po nedlouhé době se stalo zvykem cyklus hrát při nejrůznějších státních příležitostech. Skladba je dnes považována ze vrcholné dílo nejen Bedřicha Smetany, ale české klasické hudby vůbec.
Má vlast se hraje každoročně 12. května, v den výročí Smetanova úmrtí, jako první zahajovací dílo na festivalu klasické hudby Pražské jaro. V roce 2002 cyklus na zahajovacím koncertě vůbec poprvé dirigoval dirigent mimoevropského původu, a to Japonec Ken-ičiró Kobajaši.

## Obsah

### Vyšehrad

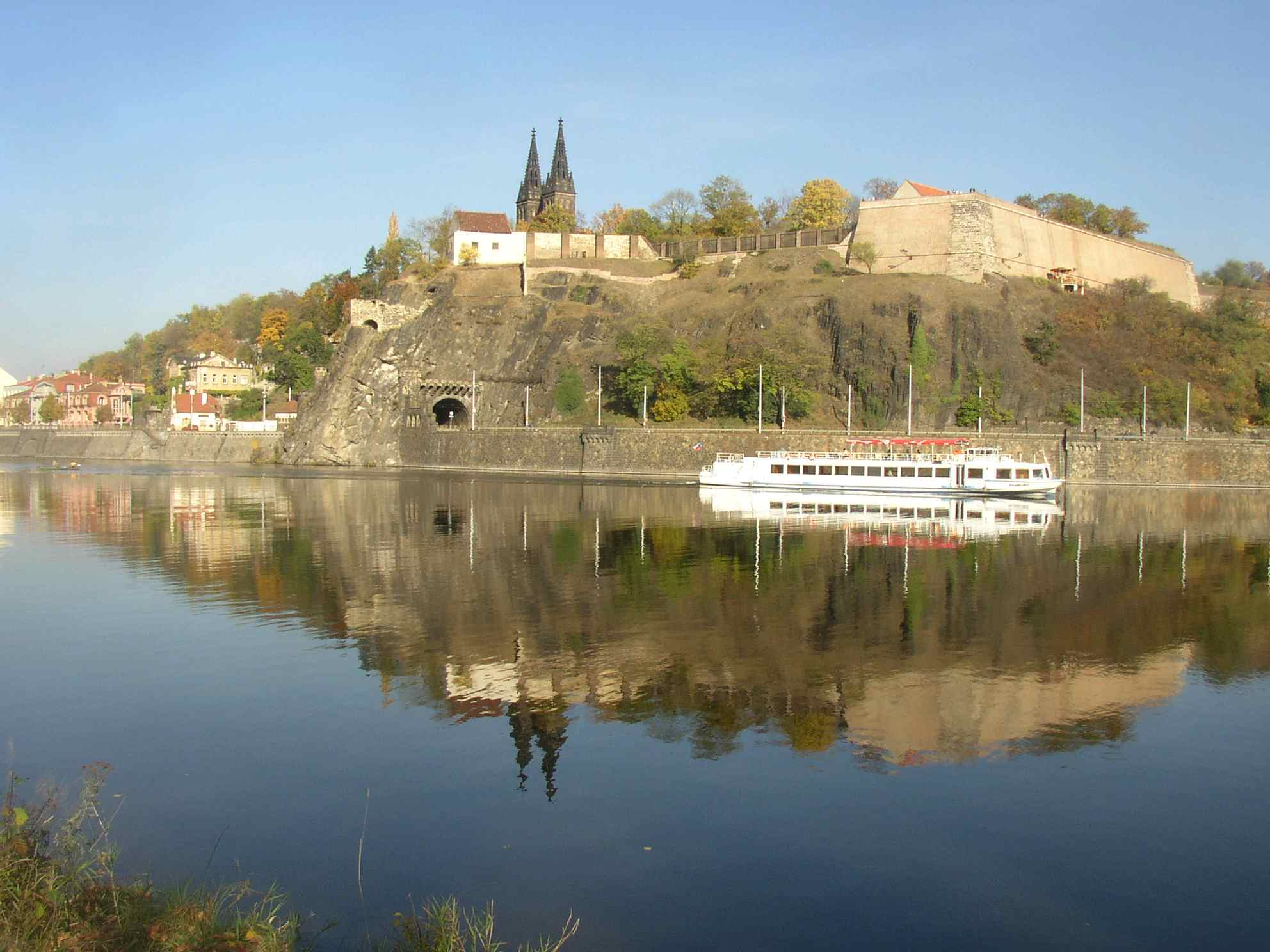
Vyšehrad nad řekou Vltavou

Báseň začíná zvuky harf středověkého barda Lumíra a přechází v tóny hradní výzbroje. Tato část představuje hlavní motivy, které jsou použity i v dalších částech cyklu. Čtyřtónový motiv (b-es-d-b) představuje Vyšehrad a zazní znovu na konci Vltavy a nakonec při vyvrcholení celého cyklu v závěru Blaníku. Sám Smetana o skladbě prohlásil:
„Harfy věštců začnou; zpěv věštců o dějích na Vyšehradě o slávě, lesku, turnajích, bojích až konečné úpadku a zříceninách. Skladba končí v elegickém tónu...“
Pro úvodní arpeggio, které báseň otevírá, partitura požaduje dvě harfy. Po dominantním septakordu přijdou na řadu dechové nástroje, následované smyčci, po nichž celý orchestr dosahuje vrcholu. V další části Smetana připomíná příběh hradu, při čemž používá rychlejší tempo, které připomíná pochod vítězství. Zdánlivě triumfální vyvrcholení je přerušeno krátkou sestupnou pasáží, zachycující zničení Vyšehradu husity. Poté znovu zazní úvodní pasáž harf, která opět připomíná krásu hradu, který se proměnil v trosky. Báseň končí tiše, což znázorňuje řeku Vltavu protékající pod hradem.[zdroj?]

### Vltava
Vltava je přibližně dvanáct minut dlouhá a je v tónině e moll. Smetana o ní napsal:
„Skladba líčí běh Vltavy, začínaje od prvních obou praménků, chladná a teplá Vltava, spojení obou potůčků do jednoho proudu; pak tok Vltavy v hájích a po lučinách, krajinami, kde zrovna se slaví veselé hody; při noční záři lůny rej rusalek; na blízkých skalách vypínají se pyšně hrady, zámky a zříceniny, Vltava víří v proudech Svatojánských; teče v širokém toku dále ku Praze. Vyšehrad se objeví, konečně mizí v dálce v majestátním toku svém v Labi.“

Hlavní téma

Vltava je adaptací italské lidové písně renesančního původu La Mantovana, jejíž motivy lze nalézt i v izraelské státní hymně Hatikvě (palestinský rozhlas dokonce vysílal shodnou část Vltavy namísto hatikvy v době, kdy byla státní hymna za britské nadvlády v Palestině zakázána). V durové tónině se podobná melodie také objevuje v české lidové písni „Kočka leze dírou“.

### Šárka
Slovy autora:
„V této skladbě se nemíní krajina, nýbrž děj, bajka o dívce Šárce. Skladba počne líčením rozzuřené dívky, jež pomstu přísahá za nevěrnost milence celému mužskému pokolení. Zdáli je slyšet příchod Ctirada s jeho zbrojnoši, který táhne na pokoření a potrestání dívek. Už zdáli zaslechnou nářek (ač lstivý) přivázané dívky u stromu, při pohledu na ni obdivuje Ctirad krásu její – zahoří milostnými city pro ni, osvobodí ji, ona připraveným nápojem obveselí a opojí jak Ctirada tak zbrojnoše až k spánku. – Na dané znamení lesním rohem, které v dálce ukryté dívky zodpoví, vyhrnou se tyto ku krvavému činu, hrůza všeobecného vraždění, vzteklost nasycené pomsty Šárky – toť konec skladby.“
Skladbu otevírá úvodní dynamická pasáž, kterou brzy střídá střídmější část, jež líčí pochod Ctiradovy družiny. Nenadálé „výbuchy“ orchestru potom naznačují spatření Šárky Ctiradem. Následuje oddíl Moderato, ma con calore, který barvitě vykresluje Ctiradovo milostné vzplanutí k Šárce a podle Václava Holzknechta se jedná o jednu z nejerotičtějších Smetanových scén.

### Z českých luhů a hájů
V této básni se nevypráví žádný reálný příběh, ale oslavuje se krása české krajiny. V první části vykresluje vznešenost lesa, kterou následuje popis vesnické slavnosti. Inspirací byla autorovi krajina kolem Jabkenic, kde se v té době pobýval. Autor o této básni napsal:
„Toť všeobecné kreslení citů při pohledu na českou zem. Ze všech stran tu zazní zpěv plno vroucnosti, jak veselý tak melancholický z hájů a luhů. Lesní kraje v sólech hornistů – a vesele ourodné nížiny labské a jiné a jiné, vše se tu opěvuje. Každý může ze skladby té si vykreslit, co mu libo – básník má volnou cestu před sebou, arciť musí skladbu v jednotlivostech sledovat.“

### Tábor
Smetana považoval dobu husitství za vrcholné období českých dějin. Tábor je oslavou tohoto období. Podkladem básně je husitský chorál Ktož jsú boží bojovníci, který se v různých podobách objevuje po celou dobu skladby. Smetana si o Táboru poznamenal:

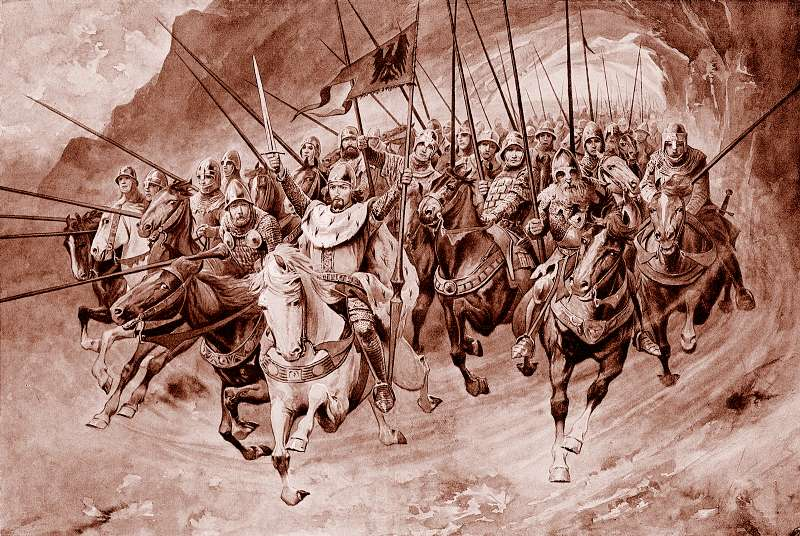
Svatý Václav vyjíždí v čele blanických rytířů z hory (Ilustrace Věnceslava Černého ke Starým pověstem českým Aloise Jiráska, 1898)

„Motto: Kdož jste boží bojovníci! Z této velebné písně pozůstává celá stavba skladby. V sídle hlavním – v Táboře – zazněl tento zpěv zajisté nejmohutněji a nejčastěji. Skladba líčí též pevnou vůli, vítězné boje a vytrvalost, a tvrdošíjnou neústupnost, kterou skladba též také končí. Do detailu se nedá rozdrobit, nýbrž zahrne všeobecnou slávu a chválu husitských bojů a nezlomnost povahy husitův.“

### Blaník
Hudebně začíná Blaník přesně tam, kde končí Tábor a objevují se v něm i obdobné motivy. V básni například opět zazní husitský chorál, avšak tentokrát jiná pasáž, která se objeví v závěrečné části Blaníku. Původní text převzaté pasáže husitského chorálu „že konečně vždycky s ním zvítězíte“ je odkazem ke vzkříšení českého národa a jeho vítěznému vzestupu. Poslední dvě básně cyklu tvoří soudržný pár, obdobně jako první dvě básně Vyšehrad a Vltava. Slovy autora:
„Jest pokračování předešlé skladby: Tábor. Po přemožení reků husitských skryli se tito v Blaníku a čekají v těžkém spánku na okamžik, kde vlasti mají přijíti na pomoc. Tedy ty samé motivy jako v Táboře slouží v Blaníku za podklad stavby: 'Kdo jste boží bojovníci'. Na podkladě této melodie (tohoto hus. principu) se vyvine vzkříšení národa českého, budoucí štěstí a sláva! kterým vítězným hymnusem, v podobě pochodu, skončí skladba a tak celá řada symf. básní „Vlasť“. Co malé intermezzo zazní v této skladbě též kratinká idyla: kresba polohy Blaníku, malý pastucha si huláká a hraje a ozvěna mu odpovídá.“